# Docétisme
Le docétisme (du grec dokein, paraître) est un ensemble de tendances christologiques du début du christianisme, relevant du courant christologique sarx, pour lequel le Christ se faisant « chair » ne signifie pas qu'il se fait « homme ». Les théologiens docètes interprètent littéralement le verset de l'Évangile selon Jean où il est écrit que « la Parole se fit chair ». « En assumant la mesure de l’homme, en acceptant de se dépouiller de la gloire inhérente à sa génération divine (Jn 17,5), le Fils de Dieu se fait proche de lui, il se fait son prochain, son frère. C’est précisément ce mystère qui a offusqué la raison, comme le prouvent les tentatives gnostiques ou docétistes, dès les premiers siècles de l’Église, pour volatiliser le réalisme de la foi christologique en une simple apparence humaine ». 
Au terme d'une étape métaphysique supplémentaire, il en résulte que, selon eux, Jésus n'a pas de corps physique, à l'instar d'un Esprit, et que, de ce fait, la crucifixion est une illusion. En d'autres termes, l'aspect humain du Christ est simple illusion et n'a pas de réalité objective. Elle diffère ainsi de l’apollinarisme qui, tout en insistant sur l’aspect uniquement divin de l’âme du Christ, lui attribue un corps humain.
Cette tendance — qui a une conception divinisante de Jésus, au même titre que le monophysisme d'Eutychès, mais à l'opposé de la conception humanisante de l'adoptianisme — n'a pas constitué une secte déterminée, au contraire de ce qu'ont laissé croire faussement certains hérésiologues.

## Acceptions du terme
Il existe des débats parmi les chercheurs quant à la réalité que recouvre le terme docétisme. Le terme est le plus généralement employé par les théologiens ou des chercheurs en se basant sur l'étymologie du mot (grec dokein « sembler, paraitre ») pour définir des conceptions christologiques qui affirment que la souffrance de Jésus Christ n'était qu'une illusion. Les hérésiologues des premiers siècles apr. J.-C. appelaient quant à eux docétistes ceux qui pensaient la divinité de Jésus inconciliable avec une naissance physique. Certains théologiens antiques ont pu par ailleurs s'appeler eux-mêmes docétistes alors qu'ils ne semblent pas avoir souscrit à l'une ou l'autre de ces doctrines. Enfin, il convient de signaler que des théologiens d'aujourd'hui utilisent le terme docétisme pour qualifier des christologies actuelles qui manquent, à leurs yeux, de fondement historique. La confusion entre ces différentes acceptions peut rendre l'usage du mot problématique.
Le théologien catholique Norbert Brox suggère que le terme docétisme devrait être réservé quand une doctrine distingue les manifestations de Jésus de son essence : « le docétisme est à portée de main quand une christologie revendique : Jésus était différent de ce qu'il semble être ».

## Doctrines
Le terme « docétisme » apparaît pour la première fois à la fin IIe siècle dans un écrit de Sérapion, évêque d'Antioche dans une condamnation de l'évangile de Pierre. Il est aussi mentionné par Clément d'Alexandrie sans qu'ils n'expliquent davantage leurs croyances.
Sans qu'on sache précisément s'il s'agissait d'une secte ou d'une doctrine, cette croyance était en tout cas communément attribuée aux gnostiques dualistes, qui associaient la matière au mal, et qui pensaient donc que Dieu ne se serait pas incarné dans un corps matériel. Cette pensée prend son origine dans l'idée qu'une étincelle divine est emprisonnée dans notre corps matériel, et que le corps matériel est donc en soi un obstacle qui empêche l'homme de se rendre compte de son origine divine.
L'humanité est en fait assoupie. Cela peut être également expliqué comme ceci - le corps humain est temporaire, l'esprit est éternel - donc le corps de Jésus était une illusion et sa crucifixion également, de la même façon qu'un bouddhiste parle de l'illusion : l'illusion est tout ce qui est temporaire, pas tout ce qui est réel. Même ainsi, dire que le corps humain est temporaire a tendance à contredire la croyance en la résurrection des morts et en la bonté de la matière créée, et est en opposition avec l'orthodoxie constituée postérieurement.
Il faut toutefois souligner que le terme gnostique recouvre lui-même des réalités christologiques parfois fort différentes et les apologètes chrétiens des premiers siècles nomment « gnose » tout ce qui n'est pas issu des écoles d'Alexandrie, d'Antioche ou de Nicomédie[pas clair].

### Différents courants
Le docétisme peut être rapproché du dualisme, doctrine philosophique envisageant la matière comme un simple support, un élément inférieur à l'esprit, idée propagée par le moyen puis le néo-platonisme.
Tandis que certains passages de Paul de Tarse et des épîtres de Jean évoquent l'existence d'un certain docétisme, celui-ci fut l'objet de nombreux débats à partir de la fin du Ier siècle. Dans les mouvances docètes, on peut distinguer un docétisme « modéré » qui parfois envisage l'incarnation mais non les souffrances du Christ. Ces docètes affirmaient notamment qu'un des disciples se serait substitué à son maître sur la croix. Parmi les « modérés », certains attribuaient un corps éthéré et céleste au Christ, mais apportaient différentes réponses à la question de savoir dans quelle mesure le corps de Jésus participait aux actions réelles et souffrances de ce dernier. Un courant plus radical considérait lui que le Christ ne relevait nullement de la matière et que ses actions et ses souffrances n'étaient qu'apparences, récusant la crucifixion et l'ascension.
Par ailleurs, plutôt qu'à la conception même de Jésus, les docètes s'intéressaient en priorité à la question de sa naissance - dont il était important pour eux qu'elle fût sans tache, sans souillure - rendant cette naissance virtuelle dans l'idée de contester la réalité humaine de Jésus au profit de sa réalité divine.

## Condamnations
Les idées docètes sont condamnées par Jean dans sa première épitre :
« À ceci reconnaissez l'esprit de Dieu :
tout esprit qui confesse Jésus Christ venu dans la chair est de Dieu ;
et tout esprit qui ne confesse pas Jésus n'est pas de Dieu ;
c'est là l'esprit de l'Antichrist.» (1 Jean 4 2-3)
Le docétisme fut combattu par les hérésiologues comme Ignace d'Antioche ou Irénée de Lyon, par Tertullien dans son livre De carne Christi (De la chair du Christ). Il fut condamné en 381, dès le deuxième concile œcuménique (dit Premier concile de Constantinople), tandis que le quatrième concile (le concile de Chalcédoine) dogmatisera plus tard la « double nature » et renouvellera la condamnation du docétisme en 451.

## Postérité
Le docétisme eut une assez large postérité, notamment à travers le catharisme médiéval ou encore dans l'islam qui professe que la crucifixion était réelle, mais que Jésus n'était pas le crucifié ; Dieu l'aurait remplacé par un de ses proches.

### Source
- (en) A. K. M. Adam, Docetism, in The Ecole Initiative, Sections of the Encyclopedia, université méthodiste d'Evansville, article en ligne